# Acteonidae
Acteonidae d'Orbigny, 1842 è una famiglia di molluschi gasteropodi.

## Descrizione
La famiglia comprende molluschi dotati di conchiglia generalmente di piccole dimensioni (< 25 mm), da ovale a fusiforme, con apertura allungata, e con piede dotato di opercolo chitinoso.

## Biologia
Sono animali bentonici, che trascorrono la maggior parte del tempo immersi nella sabbia, uscendo in superficie la notte.
Si nutrono di policheti.

## Distribuzione e habitat
La famiglia ha una distribuzione cosmopolita essendo presente nelle acque tropicali e temperate dell'Indo-Pacifico e dell'Atlantico, nonché nel Mediterraneo.

## Tassonomia

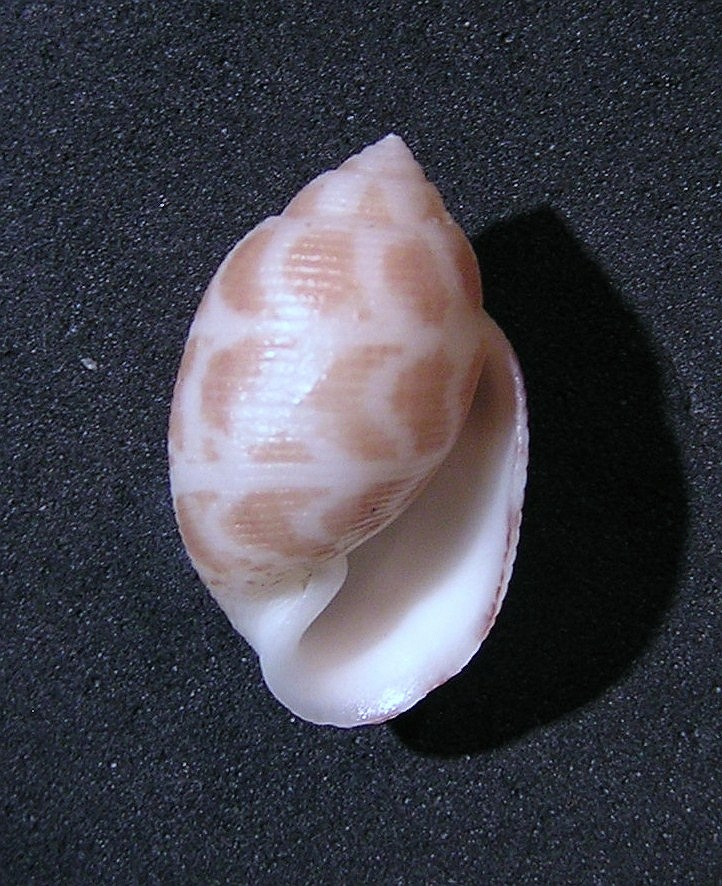
Maxacteon flammea

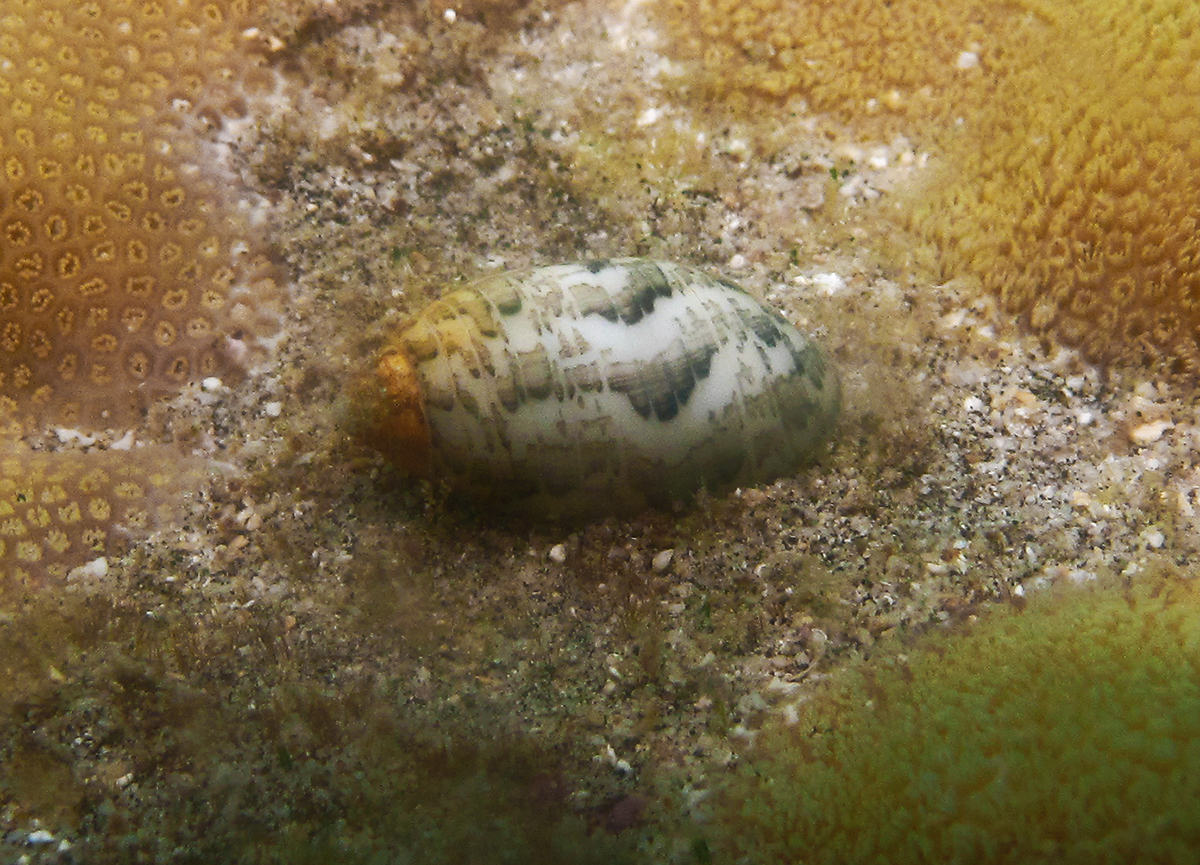
Pupa sulcata

La famiglia comprende i seguenti generi:
- Acteon Montfort, 1810
- Callostracon Repetto & Bianco, 2012
- Crenilabium Cossmann, 1889
- Inopinodon Bouchet, 1975
- Lanayrella Salvador & C. M. Cunha, 2020
- Maxacteon Rudman, 1971
- Metactaeon Thiele, 1931
- Mysouffa Marcus, 1974
- Neactaeonina Thiele, 1912
- Obrussena Iredale, 1930
- Ovulactaeon Dall, 1889
- Pseudactaeon Thiele, 1925
- Punctacteon Kuroda & Habe, 1961
- Rapturella Salvador & C. M. Cunha, 2016
- Rictaxis Dall, 1871
- Tenuiactaeon Aldrich, 1921
- Tornatellaea Conrad, 1860
- Triploca Tate, 1893